# Huangping (socken i Kina, Sichuan)
Huangping (kinesiska: 黄坪乡, 黄坪) är en socken i Kina. Den ligger i provinsen Sichuan, i den sydvästra delen av landet, omkring 480 kilometer söder om provinshuvudstaden Chengdu.
Genomsnittlig årsnederbörd är 914 millimeter. Den regnigaste månaden är juni, med i genomsnitt 196 mm nederbörd, och den torraste är januari, med 10 mm nederbörd.